# Tournoi d'ouverture du championnat du Guatemala de football 2011
Navigation
Saison précédente Saison suivante
Le Tournoi Apertura 2011 est le vingt-sixième tournoi saisonnier disputé au Guatemala.
C'est cependant la 72e fois que le titre de champion du Guatemala est remis en jeu.
Lors de ce tournoi, le CSD Comunicaciones a tenté de conserver son titre de champion du Guatemala face aux onze meilleurs clubs guatémaltèques.
Chacun des douze clubs participant était confronté deux fois aux onze autres équipes. Puis les six meilleurs se sont affrontés lors d'une phase finale à la fin du tournoi.
Seulement une place était qualificative pour la Ligue des champions de la CONCACAF.

## Les 12 clubs participants
| \| CSD Comunicaciones CSD Municipal CD Heredia Deportivo Malacateco Deportivo Marquense Deportivo Mictlán CSD Comunicaciones CSD Municipal Peñarol La Mesilla Deportivo Petapa Juventud Retalteca Deportivo Suchitepéquez Xelaju MC Deportivo Zacapa \| Localisation des clubs. |
| CSD Comunicaciones CSD Municipal CD Heredia Deportivo Malacateco Deportivo Marquense Deportivo Mictlán CSD Comunicaciones CSD Municipal Peñarol La Mesilla Deportivo Petapa Juventud Retalteca Deportivo Suchitepéquez Xelaju MC Deportivo Zacapa                               |

Ce tableau présente les douze équipes qualifiées pour disputer le championnat 2011-2012. On y trouve le nom des clubs, le nom des stades dans lesquels ils évoluent ainsi que la capacité et la localisation de ces derniers.
| Club                    | Stade                                | Capacité | Ville             |
| CSD Comunicaciones      | Stade Mateo Flores                   | 30 000   | Guatemala City    |
| CD Heredia              | Stade Julián Tesucún                 | 8 000    | San José          |
| Deportivo Malacateco    | Stade Santa Lucía                    | 7 000    | Malacatán         |
| Deportivo Marquense     | Stade Marquesa de la Ensenada        | 10 000   | San Marcos        |
| Deportivo Mictlán (en)  | Stade La Asunción                    | 3 000    | Asunción Mita     |
| CSD Municipal           | Stade Mateo Flores                   | 30 000   | Guatemala City    |
| Peñarol La Mesilla (en) | Stade Los Cuchumatanes               | 5 340    | Huehuetenango     |
| Deportivo Petapa (en)   | Stade Municipal de San Miguel Petapa | 7 000    | San Miguel Petapa |
| Juventud Retalteca      | Stade Óscar Monterroso Izaguirre     | 8 000    | Retalhuleu        |
| Deportivo Suchitepéquez | Stade Carlos Salazar Hijo            | 12 000   | Mazatenango       |
| Xelaju MC               | Stade Mario Camposeco                | 11 000   | Quetzaltenango    |
| Deportivo Zacapa        | Stade David Ordoñez Bardales         | 10 000   | Zacapa            |

## Compétition
Le tournoi Apertura se déroule de la même façon que les tournois saisonniers précédents, en deux phases :
- La phase de qualification : les vingt-deux journées de championnat.
- La phase finale : les matchs aller-retour allant des quarts de finale à la finale.

### Phase de qualification
Lors de la phase de qualification les douze équipes affrontent à deux reprises les onze autres équipes selon un calendrier tiré aléatoirement.
Les deux meilleures équipes sont qualifiées directement pour les demi-finales et les quatre suivantes pour les quarts de finale.
Le classement est établi sur le barème de points classique (victoire à 3 points, match nul à 1, défaite à 0).
Le départage final se fait selon les critères suivants :
- Le nombre de points.
- La différence de buts générale.
- Le nombre de buts marqué.

#### Classement
| Rang | Équipe                  | Pts | J  | G  | N  | P  | Bp | Bc | Diff |
| ---- | ----------------------- | --- | -- | -- | -- | -- | -- | -- | ---- |
| 1    | Deportivo Suchitepéquez | 43  | 22 | 14 | 1  | 7  | 34 | 21 | +13  |
| 2    | Xelaju MC               | 38  | 22 | 11 | 5  | 6  | 30 | 23 | +7   |
| 3    | Deportivo Marquense     | 36  | 22 | 9  | 9  | 4  | 31 | 20 | +11  |
| 4    | CSD Comunicaciones T    | 35  | 22 | 8  | 11 | 3  | 27 | 20 | +7   |
| 5    | CD Heredia              | 35  | 22 | 10 | 5  | 7  | 35 | 30 | +5   |
| 6    | CSD Municipal           | 34  | 22 | 8  | 10 | 4  | 37 | 22 | +15  |
| 7    | Peñarol La Mesilla (en) | 31  | 22 | 8  | 7  | 7  | 36 | 31 | +5   |
| 8    | Deportivo Malacateco    | 22  | 22 | 4  | 10 | 8  | 29 | 42 | -13  |
| 9    | Deportivo Zacapa P      | 21  | 22 | 5  | 6  | 11 | 27 | 43 | -16  |
| 10   | Juventud Retalteca      | 20  | 22 | 4  | 8  | 10 | 24 | 33 | -9   |
| 11   | Deportivo Mictlán (en)  | 20  | 22 | 5  | 5  | 12 | 23 | 39 | -16  |
| 12   | Deportivo Petapa (en) P | 18  | 22 | 3  | 9  | 10 | 24 | 33 | -9   |

| Légende : Qualifications et relégations | Légende : Qualifications et relégations          |
| --------------------------------------- | ------------------------------------------------ |
|                                         | Qualifié pour les demi-finales                   |
|                                         | Qualifié pour les quarts de finale               |
|                                         | T Tenant du titre P Promu de la saison 2010-2011 |

#### Matchs
| Résultats (▼dom., ►ext.)                                   | Com | Her | Ret | Mal | Mar | Mic | Mun | Peñ | Pet | Suc | Xel | Zac |
| CSD Comunicaciones                                         |     | 3-1 | 1-0 | 3-1 | 0-0 | 1-1 | 0-0 | 2-2 | 2-1 | 1-0 | 1-1 | 4-3 |
| CD Heredia                                                 | 2-2 |     | 1-1 | 2-0 | 3-2 | 5-1 | 3-1 | 2-1 | 1-0 | 2-1 | 1-0 | 2-0 |
| Juventud Retalteca                                         | 1-1 | 2-3 |     | 2-1 | 0-0 | 4-1 | 0-0 | 1-1 | 1-1 | 1-3 | 1-0 | 2-0 |
| Deportivo Malacateco                                       | 1-1 | 2-2 | 3-1 |     | 2-0 | 0-0 | 3-3 | 2-2 | 2-1 | 2-2 | 2-2 | 1-1 |
| Deportivo Marquense                                        | 1-0 | 3-1 | 1-0 | 1-1 |     | 4-0 | 0-3 | 3-1 | 3-0 | 1-0 | 2-2 | 4-0 |
| Deportivo Mictlán (en)                                     | 1-2 | 1-1 | 3-1 | 0-1 | 0-1 |     | 0-0 | 3-3 | 1-0 | 1-0 | 1-0 | 2-1 |
| CSD Municipal                                              | 1-1 | 3-1 | 4-2 | 5-0 | 0-0 | 2-1 |     | 2-0 | 3-0 | 0-1 | 1-1 | 2-0 |
| Peñarol La Mesilla (en)                                    | 0-1 | 2-0 | 2-0 | 3-1 | 0-0 | 2-1 | 2-2 |     | 2-1 | 6-2 | 3-1 | 2-1 |
| Deportivo Petapa (en)                                      | 0-0 | 1-1 | 2-2 | 2-2 | 1-1 | 4-3 | 1-1 | 1-1 |     | 2-0 | 2-0 | 0-1 |
| Deportivo Suchitepéquez                                    | 1-0 | 1-0 | 2-0 | 4-1 | 2-0 | 3-0 | 2-1 | 1-0 | 2-1 |     | 1-0 | 2-0 |
| Xelaju MC                                                  | 1-0 | 1-0 | 1-0 | 3-0 | 2-2 | 2-1 | 2-1 | 2-1 | 2-1 | 1-0 |     | 4-1 |
| Deportivo Zacapa                                           | 1-1 | 2-1 | 2-2 | 2-1 | 2-2 | 2-1 | 2-2 | 2-0 | 2-2 | 1-4 | 1-2 |     |
| - Victoire à domicile - Match nul - Victoire à l'extérieur |     |     |     |     |     |     |     |     |     |     |     |     |

### La Phase Finale
Les six équipes qualifiées sont réparties dans le tableau final d'après leur classement général, le deuxième affrontant lors des demi-finales le vainqueur du quart opposant le quatrième au cinquième et le premier affrontant le vainqueur du quart opposant le troisième au sixième.
En cas d'égalité sur la somme des deux matchs, c'est l'équipe ayant marqué le plus de buts à extérieur qui l'emporte puis des prolongations et une séance de tirs au but ont éventuellement lieu.

#### Tableau
|  |                         |                    |                    |               |               |     |   |            |            |            |            |               |     |   |        |        |        |        |        |  |  |
|  | 1/4 de finale           | 1/4 de finale      | 1/4 de finale      | 1/4 de finale | 1/4 de finale |     |   | 1/2 finale | 1/2 finale | 1/2 finale | 1/2 finale | 1/2 finale    |     |   | Finale | Finale | Finale | Finale | Finale |  |  |
|  |                         |                    |                    |               |               |     |   |            |            |            |            |               |     |   |        |        |        |        |        |  |  |
|  |                         |                    |                    |               |               |     |   |            |            |            |            |               |     |   |        |        |        |        |        |  |  |
|  |                         |                    |                    |               |               |     |   |            |            |            |            |               |     |   |        |        |        |        |        |  |  |
|  |                         |                    |                    |               |               |     |   |            |            |            |            |               |     |   |        |        |        |        |        |  |  |
|  |                         |                    |                    |               |               |     |   |            |            |            |            |               |     |   |        |        |        |        |        |  |  |
|  | Deportivo Suchitepéquez | (1)                | 1                  | 1             |               |     |   |            |            |            |            |               |     |   |        |        |        |        |        |  |  |
|  | Deportivo Suchitepéquez | (1)                | 1                  | 1             |               |     |   |            |            |            |            |               |     |   |        |        |        |        |        |  |  |
|  |                         |                    | CSD Municipal      | (6)           | 3             | 0   |   |            |            |            |            |               |     |   |        |        |        |        |        |  |  |
|  | Deportivo Marquense     | (3)                | CSD Municipal      | (6)           | 3             | 0   | 0 | 0          |            |            |            |               |     |   |        |        |        |        |        |  |  |
|  | Deportivo Marquense     | (3)                |                    |               |               |     |   |            |            |            |            |               |     |   |        |        |        |        |        |  |  |
|  | CSD Municipal           | (6)                | 2                  | 0             |               |     |   |            |            |            |            |               |     |   |        |        |        |        |        |  |  |
|  | CSD Municipal           | (6)                | 2                  | 0             |               |     |   |            |            |            |            | CSD Municipal | (6) | 2 | 2      |        |        |        |        |  |  |
|  |                         |                    |                    |               |               |     |   |            |            |            |            | CSD Municipal | (6) | 2 | 2      |        |        |        |        |  |  |
|  |                         | CSD Comunicaciones | (4)                | 0             | 0             |     |   |            |            |            |            |               |     |   |        |        |        |        |        |  |  |
|  | CSD Comunicaciones      | CSD Comunicaciones | (4)                | 0             | 0             | (4) |   |            |            |            |            |               |     |   |        |        |        |        |        |  |  |
|  | CSD Comunicaciones      |                    |                    |               |               |     |   |            |            |            |            |               |     |   |        |        |        |        |        |  |  |
|  | CD Heredia              | (5)                |                    |               |               |     |   |            |            |            |            |               |     |   |        |        |        |        |        |  |  |
|  | CD Heredia              | (5)                | CSD Comunicaciones | (4)           | 3             | 1   |   |            |            |            |            |               |     |   |        |        |        |        |        |  |  |
|  |                         |                    |                    |               |               | 1   |   |            |            |            |            |               |     |   |        |        |        |        |        |  |  |
|  |                         |                    | Xelaju MC          | (2)           | 0             | 2   |   |            |            |            |            |               |     |   |        |        |        |        |        |  |  |
|  |                         |                    |                    |               |               | 2   |   |            |            |            |            |               |     |   |        |        |        |        |        |  |  |
|  |                         |                    |                    |               |               |     |   |            |            |            |            |               |     |   |        |        |        |        |        |  |  |
|  |                         |                    |                    |               |               |     |   |            |            |            |            |               |     |   |        |        |        |        |        |  |  |
|  |                         |                    |                    |               |               |     |   |            |            |            |            |               |     |   |        |        |        |        |        |  |  |

#### Quarts de finale
| Club                | Aller | Retour | Club          | Commentaire |
| Deportivo Marquense | 0-2   | 0-0    | CSD Municipal |             |
| CSD Comunicaciones  | 1-1   | 0-0    | CD Heredia    |             |

#### Demi-finales
| Club                    | Aller | Retour | Club               | Commentaire |
| Deportivo Suchitepéquez | 0-3   | 1-0    | CSD Municipal      |             |
| Xelaju MC               | 1-3   | 2-1    | CSD Comunicaciones |             |

#### Finale
| Match aller      | CSD Municipal                             | 2:0   | CSD Comunicaciones | Stade Mateo Flores                                |                                                   |
| 15 décembre 2011 | 37e Darwin Oliva · 44e Eliseo Quintanilla | (2:0) |                    | Spectateurs : 17 751 Arbitrage : Jonathan Polanco | Spectateurs : 17 751 Arbitrage : Jonathan Polanco |

| Match retour     | CSD Comunicaciones | 0:2   | CSD Municipal                        | Stade la Perrera                            |                                             |
| 18 décembre 2011 |                    | (0:1) | 16e Darwin Oliva · 76e Pedro Samayoa | Spectateurs : 6 775 Arbitrage : Oscar Reyna | Spectateurs : 6 775 Arbitrage : Oscar Reyna |

## Bilan du tournoi
| Tournoi d'ouverture du championnat de football du Guatemala 2011 |                    |
| Champion                                                         | CSD Municipal      |
| Dauphin                                                          | CSD Comunicaciones |
| Qualifications continentales                                     |                    |
| Ligue des champions 2012-2013 (Phase de groupes)                 | CSD Municipal      |

## Statistiques

### Buteurs
| Rang | Nom             | Équipe                  | Buts |
| 1    | Juan Valenzuela | Deportivo Zacapa        | 10   |
| 1    | Henry Hernández | CD Heredia              | 10   |
| 3    | Edwin Villatoro | Deportivo Suchitepéquez | 8    |
| 3    | Miguel Casanova | Peñarol La Mesilla (en) | 8    |
| 5    | 4 joueurs       | 4 joueurs               | 7    |